# 安德烈娅·米德·劳伦斯
安德烈娅·米德·劳伦斯（英語：Andrea Mead Lawrence，1932年4月19日—2009年3月30日），美国女子高山滑雪运动员。她曾代表美国参加1948年、1952年和1956年冬季奥林匹克运动会高山滑雪比赛，获得二枚金牌。